# Hermann Jónasson
Hermann Jónasson (25 de diciembre de 1896 - 22 de enero de 1976) fue un político de Islandia, dos veces primer ministro de su país.

## Biografía
Miembro del Partido Progresista, su primer período transcurrió entre el 28 de julio de 1934 y el 16 de mayo de 1942. Este período incluyó uno de los momentos más difíciles en la historia islandesa. En los años de la preguerra, le tocó enfrentar las constantes presiones de la Alemania nazi y de Gran Bretaña en relación con la postura diplomática de su país. Tras el estallido de la Segunda Guerra Mundial, la ocupación alemana de Dinamarca cortó los lazos entre los dos países, forzando a Islandia a asumir el pleno control sobre sus asuntos exteriores, que habían sido hasta entonces representados por Dinamarca. A continuación, los británicos ocuparon la isla el 10 de mayo de 1940.
Su segundo mandato como primer ministro transcurrió entre el 14 de julio de 1956 y el 23 de diciembre de 1958. En las elecciones de 1956 el Partido Progresista y el Socialdemócrata unieron sus fuerzas y formaron una alianza electoral que fue conocida como la "Alianza del miedo" (Hræðslubandalagið). El miedo en cuestión era hacia el Partido de la Independencia. Tras las elecciones, la Alianza formó una coalición con la Alianza del Pueblo. Este fue el primer gobierno izquierdista de Islandia, y estuvo plagado de problemas desde el comienzo, de los cuales no era el menor la relativa hostilidad y recelo de los Estados Unidos y otros aliados de la OTAN. La coalición finalmente se deshizo, abriendo paso al largo "gobierno de reconstrucción" del Partido de la Independencia y los socialdemócratas.
Fue el padre de Steingrímur Hermannsson, que sería primer ministro de Islandia en los años ochenta.
- Datos: Q165477
- Multimedia: Hermann Jónasson / Q165477